# Super Sanremo 2010
Super Sanremo 2010 è un album compilation, pubblicato dall'etichetta discografica Sony Music/Columbia il 19 febbraio 2010.
Si tratta di una raccolta in due CD dei brani presentati al Festival di Sanremo 2010, sia dagli Artisti (brani contenuti nel CD 1) che dalla Nuova generazione (canzoni comprese nel CD 2).
Nella compilation, fra i brani in competizione, non è incluso Ricomincio da qui interpretato da Malika Ayane, mentre è compreso La sera, pezzo che avrebbe dovuto essere proposto da Morgan, cantante escluso a pochi giorni dall'inizio della manifestazione.
La compilation ha esordito alla prima posizione nella classifica FIMI; stessa posizione viene mantenuta per 8 settimane consecutive. La compilation ottiene ottimi piazzamenti anche nella classifica svizzera dove raggiunge la seconda posizione.
La compilation viene premiata ai Wind Music Awards 2010 per essere stata certificata disco di platino

## Tracce

### CD 1
1. Irene Grandi - La cometa di Halley - 3:53 (Francesco Bianconi, Irene Grandi)
2. Marco Mengoni - Credimi ancora - 3:25 (Marco Mengoni, Stella Fabiani, Massimo e Piero Calabrese)
3. Arisa - Malamorenò - 3:01 (Giuseppe Anastasi)
4. Noemi - Per tutta la vita - 3:12 (Diego Calvetti, Marco Ciappelli)
5. Valerio Scanu - Per tutte le volte che... - 3:57 (Pierdavide Carone)
6. Sonohra - Baby - 4:32 (Roberto Tini, Diego Fainello)
7. Morgan - La sera - 4:24 (Morgan)
8. Povia - La verità - 3:36 (Povia)
9. Irene Fornaciari feat. Nomadi - Il mondo piange - 3:47 (Irene Fornaciari, Zucchero Fornaciari, Damiano Dattoli)
10. Simone Cristicchi - Meno male - 2:57 (Simone Cristicchi, Frankie hi-nrg mc, Alessandro Canini)
11. Fabrizio Moro - Non è una canzone - 3:07 (Fabrizio Moro)
12. Enrico Ruggeri - La notte delle fate - 3:43 (Enrico Ruggeri)
13. Pupo, Emanuele Filiberto e Luca Canonici - Italia amore mio - 3:39 (Pupo, Emanuele Filiberto)
14. Toto Cutugno - Aeroplani - 4:18 (Toto Cutugno, C. Romano, S. Iodice)
15. Nino D'Angelo e Maria Nazionale - Jammo jà - 3:50 (Nino D'Angelo)

### CD 2
1. Broken Heart College - Mesi - 2:53
2. Jacopo Ratini - Su questa panchina 3:09
3. Nicolas Bonazzi - Dirsi che è normale - 3:40
4. Jessica Brando - Dove non ci sono ore - 3:34
5. Mattia De Luca - Non parlare più - 3:42
6. La Fame di Camilla - Buio e luce - 3:25
7. Luca Marino - Non mi dai pace - 3:14
8. Tony Maiello - Il linguaggio della resa (Tony Maiello, Fabrizio Ferraguzzo, Roberto Cardelli, Fio Zanotti) - 4:06
9. Nina Zilli - L'uomo che amava le donne (Nina Zilli, Kaballà) - 2:45
10. Romeus - Come l'autunno - 3:38

## Successo commerciale
La compilation debutta alla 1ª posizione della classifica italiana, occupa tale posizione per due mesi. Rimane in top 10 fino alla 14ª settimana. Da lì occuperà la top 20 per 3 settimane, per altre 2 occuperà la top 30, lasciando quindi la top 30 della classifica italiana dopo 19 settimane.
Nella classifica svizzera la compilation debutta alla 2ª posizione, a distanza di un mese occupa ancora la top 5, lascia la top 10 dopo la sesta settimana. Rimarrà altre tre settimane in classifica in top 20, lasciando quindi la top 20 svizzera dopo due mesi.
I brani che riescono a conquistare la vetta della classifica FIMI sono solo due: Per tutta la vita di Noemi che occupa la prima posizione sia durante la prima settimana che ad un mese dalla fine del Festival; e Per tutte le volte che... di Valerio Scanu che occupa la prima posizione durante la seconda settimana.
Il brano più scaricato del Festival in assoluto risulta essere Per tutta la vita di Noemi. Il brano viene certificato disco di platino e riceve, quindi, un Wind Music Award come "Digital Song Platino".

## Classifiche

### Compilation
| Classifica compilation               | Massima posizione raggiunta |
| ------------------------------------ | --------------------------- |
| Classifica italiana compilation FIMI | 1                           |
| Classifica svizzera compilation      | 2                           |

### Singoli
| Artista           | Brano                     | Posizioni in classifica      | Certificazione |
| Artista           | Brano                     | Italian FIMI Downloads Chart | Certificazione |
| ----------------- | ------------------------- | ---------------------------- | -------------- |
| Noemi             | Per tutta la vita         | 1                            | Platino        |
| Valerio Scanu     | Per tutte le volte che... | 1                            | Platino        |
| Marco Mengoni     | Credimi ancora            | 3                            | Oro            |
| Irene Grandi      | La cometa di Halley       | 7                            | Oro            |
| Arisa             | Malamorenò                | 4                            | -              |
| Povia             | La verità                 | 5                            | -              |
| Simone Cristicchi | Meno male                 | 9                            | -              |